# モラーヌ・ソルニエ アルション
モラーヌ・ソルニエ MS.733 アルション
フランス空軍用塗装のMS.733 アルション（2003年6月、コヴェントリー）
- 用途：基本練習機
- 製造者：モラーヌ・ソルニエ
- 運用者：フランス空軍
- 初飛行：1949年8月11日
- 生産数：208機

モラーヌ・ソルニエ アルション（Morane-Saulnier Alcyon）は、フランスのモラーヌ・ソルニエ社が設計、製造した複座/3座の単葉基本練習機である。 

## 開発
フランス軍向けの基本練習機として設計された試作機の「MS.730」は1949年8月11日に初飛行を行った。この試作機は240hp (134kW) のマティス 8G.20 倒立 V8 エンジンと固定尾輪式の降着装置を装備した片持ち式単葉機であった。エンジンを240hp (179kW) のアルグス As 10 (エンジン)に換装した試作機は「MS.731」と改名され、1949年11月に再度飛行した。ポテ 6D.30 エンジンを搭載し、オリジナルの固定脚を引き込み式主脚に変更した2機の試作機が「MS.732」と命名され1951年に飛行した。

## 生産と就役

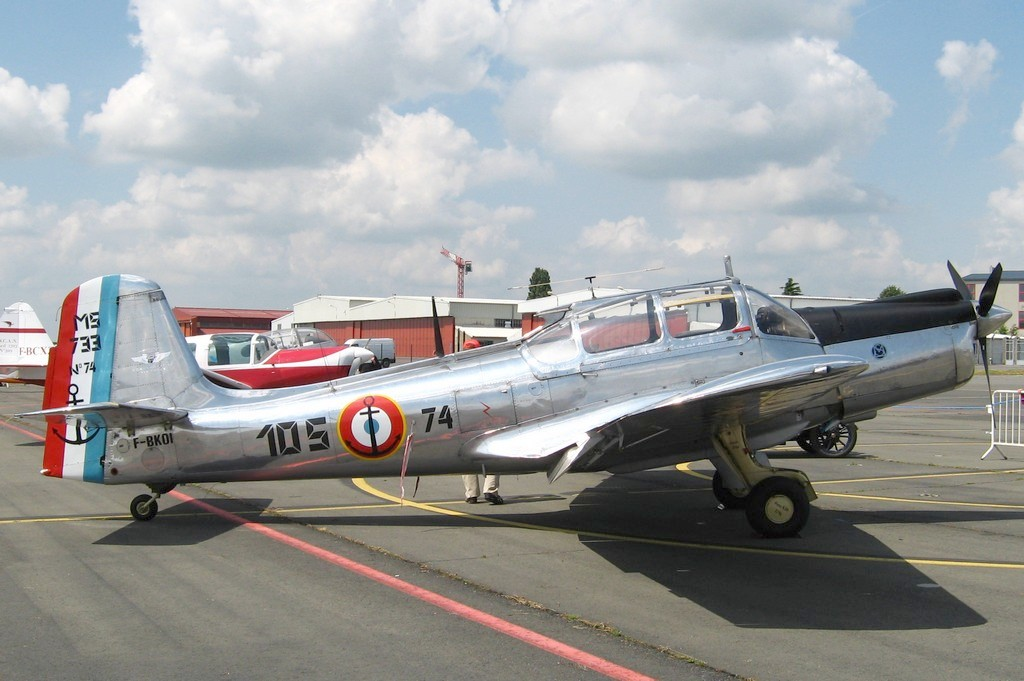
フランス海軍の塗装で保存されているMS.733（2009年、フランス）

「MS.733」と命名された5機の前量産型と200機の量産型が生産され、フランス海軍（40機）、フランス空軍（145機）とカンボジア空軍（5機）に納入された。フランス空軍の70機は射撃訓練のために機関銃を装備し、これらの中には後にアルジェリアでの対反乱作戦用に改装された機体（MS.733Aと改称）もあった。アルジェリア戦争後に数機がモロッコに売却された。
アルションは基本的なアエロバティック機動能力を持つ練習機の成功作であり、第二次世界大戦前の旧態化したスタンペ SV.4複葉機の代替としてしばしば使用された。エールフランスを含めた幾つかの民間飛行学校でもアルションを使用した。当時アルションは2基のVOR-ILS セット、2基のVHF無線機、高度指示器、航法ジャイロスコープといったIFR機器を完全装備しており、このために通常一般的に使用される双発機よりも遥かに安価な航法訓練機として使用された。
フランス軍の軍務から退役するとアルションの何機かは個人オーナーや飛行グループにより飛行可能な状態に修復されている。

## 派生型
MS.730
240hp (134kW) のマティス 8G.20 エンジンを装備した試作機。、1機製造、後にMS.731に改称。
MS.731
240hp (179kW) のアルグス As 10 (エンジン)に換装した試作機。
MS.732
240hp (179kW) のポテ 6D.30 エンジンを装備し、引き込み式降着装置に改装した試作機。2機製造。
MS.733
240hp (179kW) のポテ 6D.30 エンジンを装備した量産型。前量産型5機と量産型200機を製造。
MS.733A
対反乱作戦任務用に改装されたMS.733射撃訓練機。

## 運用

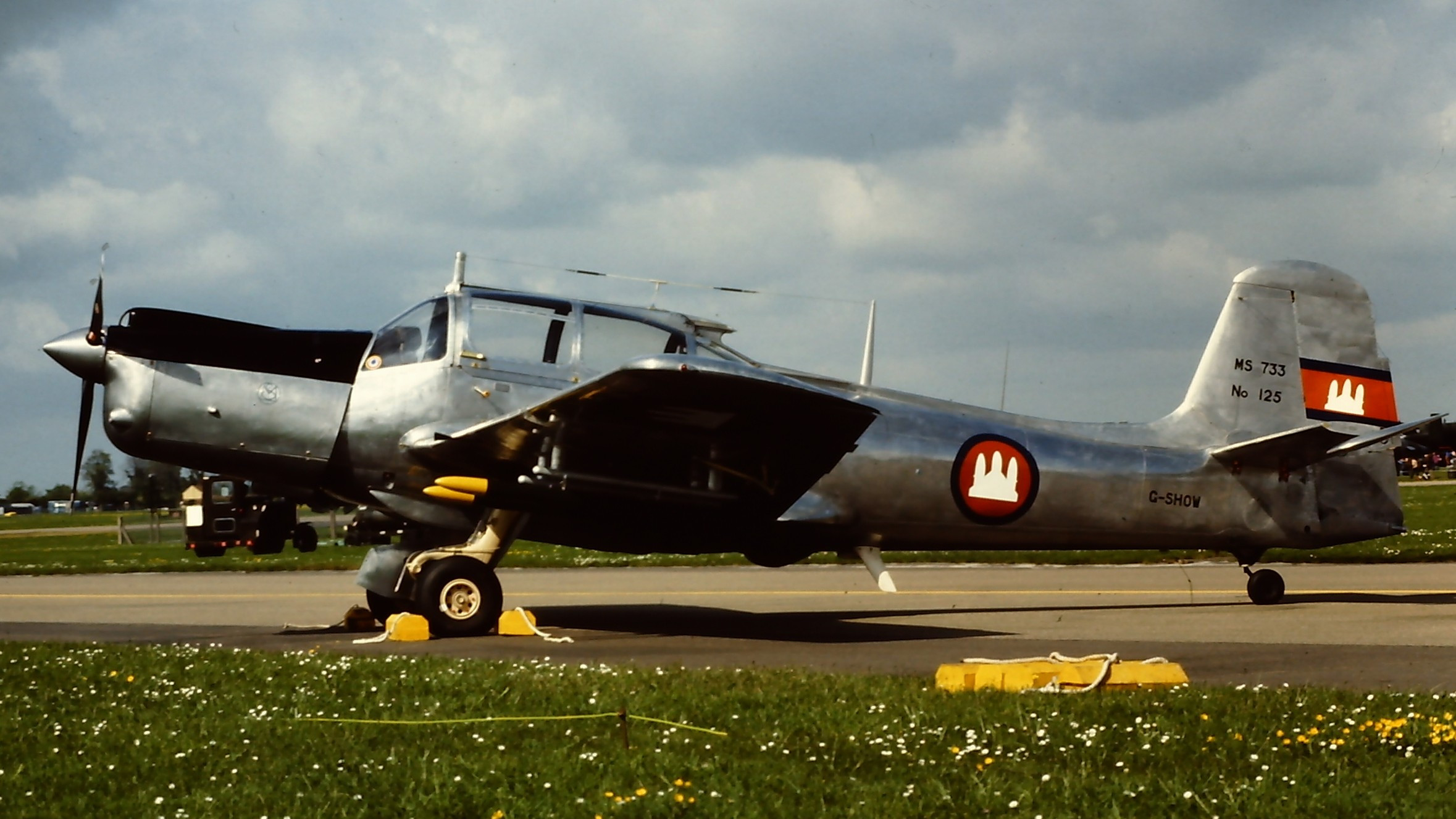
カンボジア空軍用塗装の1956年製MS.733（1981年）

カンボジア
- カンボジア空軍

 フランス
- フランス空軍
- フランス海軍

 モロッコ
- モロッコ空軍

## 要目
(MS.733)
- 乗員：2又は3名
- 全長：9.32 m (30 ft 7 in)
- 全幅：11.28 m (37 ft 0 in)
- 全高：2.42 m (7 ft 11¼ in)
- 翼面積：21.90 m² (235.74 ft²)
- 空虚重量：1,260 kg (2778 lb)
- 全備重量：1,670 kg (3682 lb)
- エンジン：1 × ポテ 6D.30 倒立直列ピストンエンジン、179 kW (240 hp)
- 最高速度：260 km/h (162 mph)
- 巡航高度：4,800 m (15,750 ft)
- 航続距離：920 km (572 miles)